# شهرستان فنگ (شاآنشی)
شهرستان فنگ (به انگلیسی: Feng County) یک شهرستان در چین است که در باوژی واقع شده‌است. شهرستان فنگ ۳٬۱۸۷ کیلومتر مربع مساحت و ۱۰۵٬۴۹۲ نفر جمعیت دارد.